# Ізгар Коген
Ізгар Коген (Іврит — יזהר כהן) — Ізраїльський співак, що народився 13 березня 1951. Він представляв Ізраїль на Євробаченні 1978 з піснею A-Ba-Ni-Bi, вигравши конкурс, та на Євробаченні 1985 з піснею Olé, Olé, зайнявши 5 місце.